# Beting Kwala Kapias
Beting Kwala Kapias is een bestuurslaag in het regentschap Tanjung Balai van de provincie Noord-Sumatra, Indonesië. Beting Kwala Kapias telt 8825 inwoners (volkstelling 2010).